# Ярково (Західнопоморське воєводство)
Ярково (пол. Jarkowo, нім. Jarchow) — село в Польщі, у гміні Римань Колобжезького повіту Західнопоморського воєводства.
Населення — 417 осіб (2011).

## Демографія
Демографічна структура станом на 31 березня 2011 року:
|          | Загалом | Допрацездатний вік | Працездатний вік | Постпрацездатний вік |
| -------- | ------- | ------------------ | ---------------- | -------------------- |
| Чоловіки | 205     | 47                 | 142              | 16                   |
| Жінки    | 212     | 51                 | 118              | 43                   |
| Разом    | 417     | 98                 | 260              | 59                   |